# Забалуев, Вячеслав Михайлович
Вячеслав Михайлович Забалуев (1907—1971) — советский военный лётчик и военачальник. Участник вооружённого конфликта на реке Халхин-Гол и Великой Отечественной войны. Герой Советского Союза (1945). Генерал-майор авиации (30.04.1943).

## Молодость
Вячеслав Михайлович Забалуев родился 14 марта (1 марта — по старому стилю) 1907 года в селе Дубровицы Подольского уезда Московской губернии (ныне посёлок в составе городского округа Подольск Московской области Российской Федерации) в крестьянской семье. Школьные годы Вячеслава Забалуева прошли в городке Пушкино Московской губернии. После школы он поступил на рабфак при Московском высшем техническом училище, который успешно закончил в 1925 году. До призыва на военную службу успел поработать сантехником на заводе «Вискоза» в Мытищах и чертёжником-копировальщиком в Мосгубстрахе.

## Служба в довоенный период
В Рабоче-крестьянскую Красную Армию В. М. Забалуев был призван в сентябре 1927 года и направлен в Военно-теоретическую школу ВВС РККА в Ленинграде, которую окончил в 1928 году. Затем был год учёбы в 3-й военной школе лётчиков и лётнабов имени К. Е. Ворошилова в Оренбурге (окончил в конце 1929 года), после чего Вячеслав Михайлович в январе 1920 года получил назначение в 18-ю авиационную эскадрилью Белорусского военного округа, дислоцировавшуюся в Смоленске. С февраля 1930 года по июнь 1934 года В. М. Забалуев служил в 9-й авиационной эскадрилье Белорусского ВО, где прошёл путь от младшего лётчика до командира авиационного отряда. В июле 1934 года Вячеслав Михайлович был переведён в Забайкальский Военный округ, где был назначен командиром 51-й авиаэскадрильи 251-й авиационной бригады. Член ВКП(б) с 1937 года.
В июле 1937 года майор В. М. Забалуев был направлен в Монгольскую Народную Республику, где служил в должности командира 29-й авиационной эскадрильи 57-го особого стрелкового корпуса. В июле 1938 года на базе эскадрильи был сформирован 70-й истребительный авиационный полк 100-й авиационной бригады, и В. Забалуев назначен первым командиром этого полка. С мая по сентябрь 1939 года В. М. Забалуев во главе полка участвовал в боях на Халхин-Голе, пройдя всю эту войну с начала до конца и участвуя во всех её воздушных сражениях. На Халхин-Голе истребители полка выполнили 8 762 боевых вылета, провели 41 групповой воздушный бой, сбили 184 японских самолёта и 1 аэростат и ещё 42 самолёта уничтожили на японских аэродромах (по советским данным). Свои потери составили 39 лётчиков. Пять асов полка стали Героями Советского Союза. Сам майор Забалуев несколько раз водил полк в бой, в воздушном бою 25 июня был сбит и приземлился на парашюте на занятой японцами территории, был спасён благодаря беспримерному подвигу Сергея Грицевца, посадившего рядом в степи свой истребитель и поднявшего его вместе с Забалуевым в воздух перед носом подбегавших японских солдат. За мужество в боях на Халхин-Голе и умелое руководство полком В. М. Забалуев был повышен в воинском звании и награждён орденами Красного Знамени СССР и Монгольской Народной Республики. 
После разгрома японских милитаристов полковник В. М. Забалуев был переведён помощником командира 17-й истребительной авиационной бригады (г. Великие Луки). В 1940 году он окончил Курсы усовершенствования командного состава при Академии Генерального штаба РККА, в августе получил назначение в Киевский особый военный округ, где служил помощником командира, а с марта 1941 года командиром 44-й истребительной авиационной дивизии.

## Великая Отечественная война
В Великой Отечественной войне В. М. Забалуев участвовал с первых дней. Его дивизия сражалась на Южном и Юго-Западном фронтах. Полки дивизии, руководимые полковником В. М. Забалуевым, последовательными эффективными ударами нанесли большой урон противнику перед фронтом 6-й и 26-й армий. Лётчики дивизии произвели свыше 7000 боевых вылетов, уничтожив на земле и в воздухе до 100 вражеских самолётов, вывели из строя до 1500 автомашин, до 600 артиллерийских орудий различного калибра, до 120 танков, 32 зенитных пулемёта, взорвали 6 складов и 9 цистерн с горючим. К ноябрю 1941 года 9 лётчиков подразделения стали Героями Советского Союза. За умелое руководство дивизией к высокому званию был представлен и полковник В. М. Забалуев, но награждение не состоялось.
В феврале 1942 года В. М. Забалуев был назначен командующим авиацией 22-й армии Калининского фронта, а после создания 3-й воздушной армии в мае 1942 года — командиром 209-й истребительной авиационной дивизии, которая под его руководством стала одним из лучших авиационных подразделений авиации Красной Армии. Бои за Ржев носили ожесточённый характер как на земле, так и в воздухе. Полковнику Забалуеву пришлось непосредственно в боевой обстановке осваивать новую тактику ведения воздушных боёв и обучать ей своих подчинённых, но Вячеслав Михайлович успешно справился с этой задачей. Результаты проведённой работы стали видны в ходе Ржевско-Сычёвской операции. Только за один день боёв лётчики дивизии сбили 20 вражеских самолётов. Зимой 1943 года дивизия Забалуева поддерживала наступление наземных войск Волховского фронта и прикрывала действия штурмовой авиации во время операции «Искра». Лётчики дивизии блестяще выполнили поставленную боевую задачу по прорыву блокады Ленинграда, совершив в январе 1943 года 531 боевой вылет и сбив 24 самолёта противника. 4 февраля 1943 года командир 2-го истребительного авиационного корпуса, в состав которого входила дивизия Забалуева, генерал-майор А. С. Благовещенский второй раз представил Вячеслава Михайловича к званию Героя Советского Союза, но командование 3-й воздушной армией награждение не поддержало. После завершения операции 209-я истребительная авиационная дивизия вернулась в район Ржева и принимала участие в Ржевско-Вяземской операции, сумев быстро завоевать господство в воздухе. За отличие при освобождении города Ржева дивизия получила почётное наименование «Ржевская», а 30 апреля 1943 года В. М. Забалуеву было присвоено звание генерал-майора.
1 мая 1943 года 209-я истребительная авиационная дивизия приказом НКО СССР № 199 была преобразована в 7-ю гвардейскую и была включена в резерв Ставки Верховного Главнокомандования. В ходе Орловской операции Курской битвы лётчики дивизии совершили более 1600 самолёто-вылетов и в 111 воздушных боях сбили 173 самолёта противника. С осени 1943 года гвардейцы Забалуева сражались на 1-м Прибалтийском и 3-м Белорусском фронтах, приняв участие в освобождении Белоруссии. Под командованием генерал-майора В. М. Забалуева дивизия успешно выполнила поставленные задачи в ходе Невельской и Витебско-Оршанской операций, совершив в общей сложности более 2700 самолёто-вылетов. В 134 воздушных боях лётчики одержали 123 воздушные победы. За умелую организацию взаимодействия дивизии с наземными войсками во время Прибалтийской стратегической операции гвардии генерал-майору В. М. Забалуеву была объявлена благодарность от имени командующего 1-й воздушной армии генерал-полковника Т. Т. Хрюкина.
После завершения операции «Багратион» 7-я гвардейская истребительная дивизия была выведена в резерв и доукомплектована молодыми лётчиками. На базе 6-й воздушной армии генерал-майор В. М. Забалуев организовал учёбу пополнения и в короткий срок сумел подготовить личный состав дивизии к предстоящем наступательным операциям. В январе 1945 года дивизия Забалуева в составе 2-й воздушной армии 1-го Украинского фронта обеспечивала воздушное прикрытие 4-й и 3-й гвардейской танковых армий во время Сандомирско-Силезской операции. Полёты совершались в сложнейших метеоусловиях, но это не помешало лётчикам успешно решить поставленные боевые задачи. За отличие в боях 7-я гвардейская истребительная авиационная дивизия была награждена орденом Суворова II степени. Её 115-й гвардейский истребительный авиационный полк был отмечен орденом Александра Невского, а 89-й гвардейский — орденом Богдана Хмельницкого II степени. 2 февраля 1945 года генерал-майор В. М. Забалуев был назначен командующим 2-м истребительным авиационным корпусом 2-й воздушной армии. Под его командованием корпус участвовал в Нижне-Силезской и Верхне-Силезской фронтовых операциях. В период с 10 февраля по 10 апреля 1945 года подразделения корпуса произвели 1767 боевых самолёто-вылетов, провели 94 воздушных боя, в которых сбили 124 вражеских самолёта. Полки и дивизии корпуса участвовали в боях за города Шпроттау, Заган, Зорау, Зоммерфельд и Глогау. За успешное ведение боевых действий в Силезии корпус был удостоен ордена Красного Знамени. Не менее успешно генерал-майор В. М. Забалуев руководил своим подразделением в Берлинской операции. Его корпус поддерживал наступление 3-й гвардейской танковой и 3-й гвардейской армий, участвовали в ликвидации окружённой юго-восточнее Берлина группировки немецко-фашистских войск, штурмовал города Форст, Шпремберг, Котбус, Люббенау, Люббен и Берлин. В операции лётный состав корпуса совершил 3691 боевой вылет и сбил 40 немецких самолётов. Боевой путь В. М. Забалуев завершил участием в Пражской операции.
Вячеслав Михайлович Забалуев сам был прекрасным лётчиком. За годы войны он совершил 40 боевых вылетов на самолётах ЛаГГ-3 и Ла-5 и сбил два немецких самолёта. Но командованием по достоинству были оценены и его организаторские способности и полководческий талант. 29 мая 1945 года за образцовое выполнение боевых заданий командования, мужество, отвагу и геройство, проявленные в борьбе с немецко-фашистскими захватчиками, генерал-майору В. М. Забалуеву было присвоено звание Героя Советского Союза.

## Послевоенная служба
После окончания войны продолжал командовать 2-м иак, который вошёл в состав Южной группы войск и дислоцировался в Венгрии. С марта 1946 года — командир 5-го истребительного авиационного корпуса в 2-й воздушной армии. С марта 1947 года по август 1948 года он проходил обучение в Высшей военной академии им. К. Е. Ворошилова, после чего в августе 1948 года был назначен исполняющим обязанности командира 31-го истребительного авиационного корпуса ПВО Московского района ПВО (корпус прикрывал промышленный район Ярославля). С июня 1949 года генерал-майор В. М. Забалуев — командующий 24-й воздушной армией в составе Группы советских оккупационных войск в Германии, с сентября 1950 года — 73-й воздушной армией Среднеазиатского военного округа. В феврале 1952 года был назначен командующим 25-й воздушной истребительной армией ПВО Ленинградского района ПВО. С марта 1954 года находился в спецкомандировке в Венгерской Народной Республике, где был заместителем по авиации Главного военного советника и старшим военным советником командующего Военно-воздушными силами ВНР. В сентябре 1956 года генерал-майор авиации В. М. Забалуев вышел в отставку. 
Жил в Москве. Умер 6 мая 1971 года. Похоронен на Ваганьковском кладбище (16 уч.).

## Награды
- Медаль «Золотая Звезда» (29.05.1945);
- орден Ленина — дважды (29.05.1945; 1952);
- орден Красного Знамени — четырежды (август 1939; 23.02.1942; 31.07.1944; 1947);
- орден Суворова 2 степени (06.04.1945);
- орден Суворова 3 степени (14.09.1943);
- орден Отечественной войны 1 степени (18.03.1943) ;
- орден Красной Звезды — дважды (01.06.1936; 03.11.1944).
- Медали, в том числе:

медаль «За боевые заслуги»;
медаль «За оборону Ленинграда».
Иностранные награды:
- кавалер рыцарского ордена «Virtuti Militari» (ПНР)
- орден «Крест Грюнвальда» (ПНР)
- медаль «Победы и Свободы» (ПНР
- медаль «За Одру, Нису и Балтику» (ПНР)
- чехословацкий Военный крест (ЧССР)
- Дукельская памятная медаль (ЧССР)
- орден Красного Знамени (Монголия) (август 1939).

## Документы
- Общедоступный электронный банк документов «Подвиг Народа в Великой Отечественной войне 1941—1945 гг.» Архивировано 13 марта 2012 года.

Герой Советского Союза. Архивировано 15 декабря 2012 года.
Список награждённых. Архивировано 21 мая 2013 года.
Список представленных к награждению. Архивировано 21 мая 2013 года.
Орден Красного Знамени (1942). Архивировано 21 мая 2013 года.
Орден Красного Знамени (1944). Архивировано 21 мая 2013 года.
Орден Суворова 3-й степени. Архивировано 21 мая 2013 года.
Орден Суворова 2-й степени. Архивировано 21 мая 2013 года.
Орден Отечественной войны 1-й степени. Архивировано 21 мая 2013 года.